# Morro Cabeça no Tempo
Morro Cabeça no Tempo este un oraș în Piauí (PI), Brazilia.